# 薩摩湖駅
薩摩湖駅（さつまこえき）は、かつて鹿児島県日置郡吹上町中原（現・日置市吹上町中原）にあった鹿児島交通枕崎線（南薩鉄道）の駅（廃駅）である。
南薩鉄道として最後の新設駅であり、営業期間の一番短い駅でもあった。

## 歴史
昭和30年代は多くの学生で賑わった。ホームには男女生徒それぞれの乗車位置が掲示されていた。

### 年表
- 1955年（昭和30年）1月1日：開業。
- 1962年（昭和37年）8月：無人化。
- 1984年（昭和59年）3月17日：同線廃線と共に廃止。

## 駅構造
1面1線のホームを有する地上駅であった。当初は駅員の配置もあったが、1962年8月以降は無人駅となった。

## 駅周辺
- 薩摩湖
- 鹿児島県立吹上高等学校

## 隣の駅
鹿児島交通（南薩鉄道）
枕崎線
吹上浜駅 - 薩摩湖駅 - 伊作駅